# Майков, Аполлон Александрович (славист)
Аполло́н Алекса́ндрович Ма́йков (28 июля (9 августа) 1826, Москва, Российская империя — 17 (30) октября 1902, там же) — русский славист, историк, филолог,  действительный статский советник (1887). Был удостоен придворных званий камер-юнкера (1876), камергера (1878) и «в должности гофмейстера» (1887). Двоюродный брат поэта Аполлона Николаевича Майкова.

## Биография
Родился 28 июля (9 августа) 1826 года в Москве. Сын полковника гвардейской артиллерии Александра Аполлоновича Майкова (1792—1886), внук своего полного тёзки — Аполлона Александровича Майкова (1761—1838), директора Императорских театров. Мать — Ольга Ефимовна, урождённая Андреева. У Аполлона было две сестры — Елизавета и Юлия.
Учился в Московском дворянском институте. В 1843 поступил на историко-филологическое отделение философского факультета Московского университета, которое окончил со степенью кандидата (1847). Специализировался у Осипа Максимовича Бодянского по кафедре истории и литературы славянских наречий, разделяя не только научные, но и общественные взгляды учителя. В кандидатской работе «О современном романе» рассматривал проблемы новейшей русской литературы. В 1847 году опубликовал свою первую рецензию, затем в течение десяти лет изучал историю и литературу южных славян. В 1857 году защитил магистерскую диссертацию «История сербского языка по памятникам, писанным кириллицею, в связи с историей народа». После защиты диссертации и прочтения пробной лекции Майков был утверждён в качестве адъюнкт-профессора по кафедре русской словесности начал преподавать в Московском университете. В 1858 году среди студентов вспыхнуло недовольство против лекций Майкова по русской словесности. По этой и ряду других причин Майков покинул Московский университет, сохранив тесные связи с университетским сообществом, участвовал в деятельности университетских научных обществ, публиковал свои сочинения в его печатных органах. Работы Майкова получили признание и в России, и в Сербии, о чём свидетельствует избрание его в состав многочисленных русских и сербских обществ, а в 1895 году также членом-корреспондентом Санкт-Петербургской академии наук.
Аполлон Александрович скончался в Москве 17 (30) октября 1902.

## Труды
Главный труд А. А. Майкова, «История сербского языка по памятникам, писанным кириллицей, в связи с историей народа» (1857), посвящён преимущественно лингвистическим вопросам (исторической фонетике и морфологии), но общие выводы, к которым приходит автор, имели значение и для современной ему славянской истории и филологии в целом. Имеется сербский перевод книги: Майков, Аполлон Александрович. Историjа српског народа / Аполон Александрович Маjков; Прев. са рус. Ђура Даничић. — 3. изд. — Београд: Ново дело, 1990.
Другие труды А. А. Майкова:
- О суде присяжных у южных славян (1861);
- О земельной собственности в древней Сербии («Чтения в Обществе истории и древностей Российских», 1860, кн. 1),
- Что такое Прония в древней Сербии (там же, 1868, кн. 1);
- О славяноведении в России («Беседы Общества любителей российской словесности», вып. 2, M., 1868).

В «Русской мысли» А. А. Майков напечатал:
- Православие на Востоке (1884, № 3),
- Раздел Турции (1884, № 5),
- Две эпохи конгрессов (1884, № 11)
 и др.

В 1882—1885 годах вел хронику славянской политической жизни («Заметки по внешним делам»).